# Jürgen Herrlein

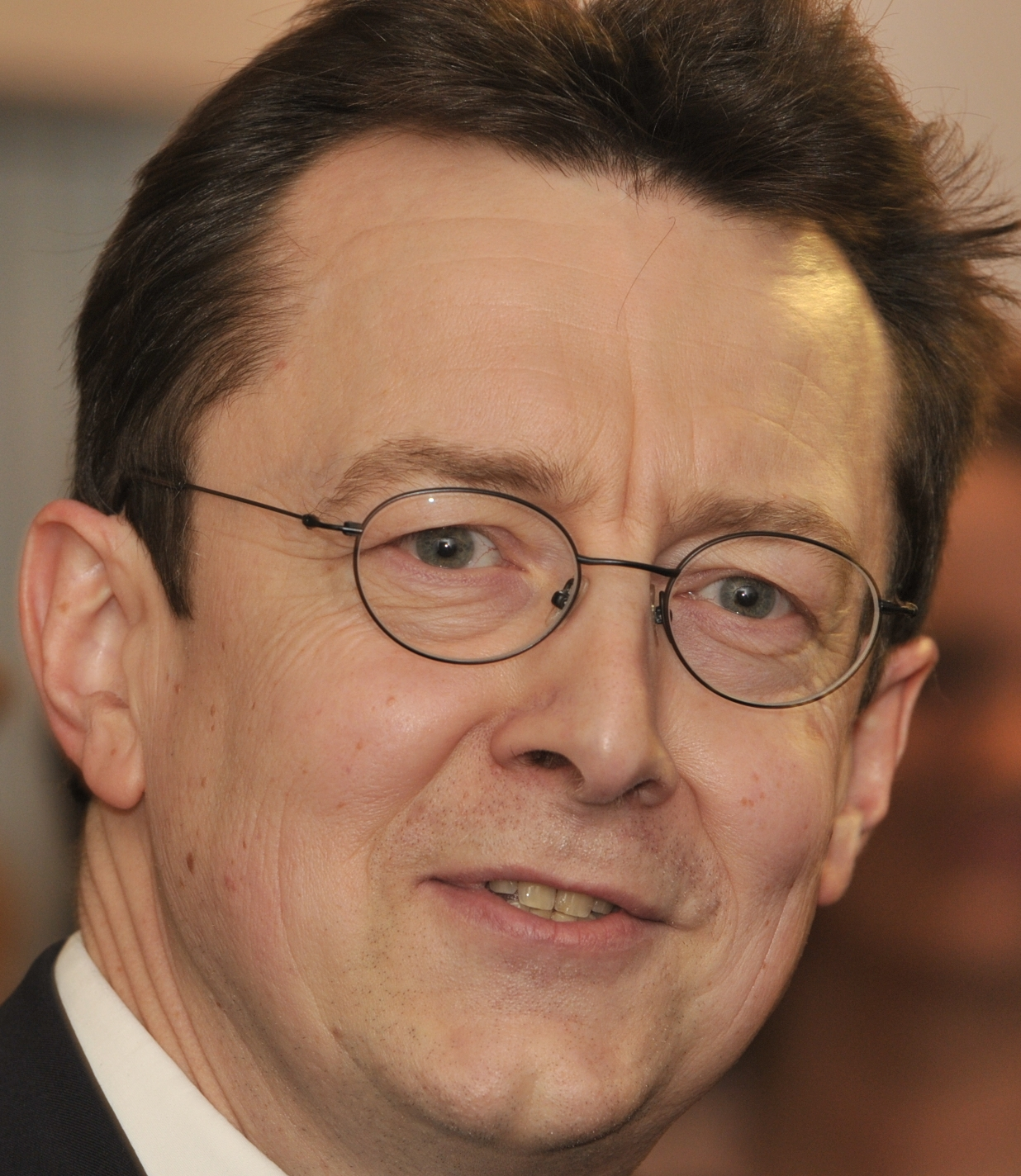
Jürgen Herrlein (2009)

Jürgen Herrlein (Regensburg, 17 juli 1962) is een Duits advocaat en historicus betreffende de studentengeschiedenis.

## Biografie
Herrlein groeide op in Regensburg en in Friedrichsdorf/Taunus (Duitsland). Na het gymnasium, de Kaiserin-Friedrich-Schule in Bad Homburg gevolgd te hebben studeerde hij sinds 1982 rechtswetenschap aan de Universiteit van Frankfurt. Nadat hij zijn studie en de praktijkfase van de juridische beroepsopleiding succesvol afgesloten had werd hij 1994 advocaat in Frankfurt am Main. Tot 2000 was hij partner in een groot advocatenkantoor. Tot en met 2007 was hij evenzo verantwoordelijke zaakvoerder van een advocatenkantoor en een belastingadviesbureau. Sindsdien heeft hij zijn eigen advocatenkantoor. In 2000 specialiseerde hij zich in het fiscaal recht en 2005 in het huurrecht woonruimte en huurrecht bedrijfsruimte. Sinds het wintersemester 2005/2006 is hij ook docent aan de universiteit van Frankfurt am Main. In 2006 werd hij uitgever van het door de uitgevermaatschappij CH Beck gepubliceerde tijdschrift Neue Zeitschrift für Miet- und Wohnungsrecht (NZM). Herrlein is lid van het Corps Austria (receptie 1987), Borussia-Polonia (1999), Silesia (2000), Masovia (2002) en Tigurinia (2007). Hij behoort volgens het tijdschrift Wirtschaftswoche tot de 25 beste Duitse advocaten met specialisatie huurrecht.
Als auteur in juridische zaken houdt zich Herrlein vooral bezig met huurrecht en fiscaal recht, zijn historische publicaties gaan vooral over de geschiedenis van studentenverenigingen.

### Juridische publicaties
- Jürgen Herrlein, Ronald Kandelhard (Hg.): Praxiskommentar Mietrecht, Recklinghausen: ZAP-Verlag, 4. Aufl. 2010, ISBN 978-3-89655-488-8
- Lutz Eiding, Lothar Ruf, Jürgen Herrlein: Öffentliches Baurecht in Hessen für Architekten, Bauingenieure und Juristen, München: C. H. Beck, 2. Aufl. 2007, ISBN 978-3-406-55716-3
- Jürgen Herrlein, Nikolaj Fischer: Kauf, Miete und Unterbringung von Pferden, Berlin: VWF, 2006, ISBN 978-3-89700-436-8
- Steuerrecht in der mietrechtlichen Praxis, Bonn: Deutscher AnwaltVerlag, 2007, ISBN 978-3-89655-266-2, ISBN 978-3-8240-0907-7

### Historische publicaties
- Die akademische Verbindung Austria Wien, in: Einst und Jetzt, Jahrbuch des Verein für corpsstudentische Geschichtsforschung, Bd. 37, 1992, 293 ff.
- Der Mainzer Revolutionär Paul Stumpf und seine Ahnen, in: Genealogie 1998, S. 356 ff.
- Genealogie der Familie Rothamer aus Rotham bei Straubing, in: Blätter des Bayerischen Landesvereins für Familienkunde, 2002, 37 ff.
- Corps Austria – Corpsgeschichte 1861-2001, Frankfurt am Main 2003
- Jürgen Herrlein, Silvia Amella Mai (Hg.): Josef Neuwirth (1855-1934), Von der Wiege bis zur Bahre, Autobiographie, Frankfurt am Main 2009
- Jürgen Herrlein, Silvia Amella Mai: Heinrich Beer und seine studentischen Erinnerungen an Breslau 1847 bis 1850, Hilden: WJK-Verlag 2009, ISBN 978-3-940891-27-3
- Jürgen Herrlein, Silvia Amella Mai: Georg Zaeschmar und seine studentischen Erinnerungen an Breslau 1873 bis 1875, Hilden: WJK-Verlag 2010, ISBN 978-3-940891-35-8